# Scarabaeus savignyi
Scarabaeus savignyi là một loài bọ cánh cứng trong họ Bọ hung (Scarabaeidae).